# B-Bird
「B-Bird」は、earthmindのデビューシングル。オリコン最高位22位を記録した。

## 概要
表題曲は、機動戦士ガンダムUC episode 4「重力の井戸の底で」のエンディングテーマに起用された。

## 収録曲

### CD
全楽曲/作詞：FLAT5th Rico、作曲・編曲：齋藤真也
通常盤・初回生産限定盤
1. B-Bird [4:51][1]
2. Kaleidoscope [4:04][1]
3. Nostalgia [4:40][1]
4. B-Bird -Instrumental- [4:51][1]

期間生産限定盤
1. B-Bird [4:51][5]
2. Kaleidoscope [4:04][5]
3. Nostalgia [4:40][5]
4. B-Bird -Movie Mix- [3:32][5]

### DVD（初回生産限定盤のみ）
- B-Bird (Music Video)[1]